# Куракин, Евгений Фёдорович
Евгений Фёдорович Куракин (10 июня 1925, Челябинск, Уральская область — 11 января 2017, Челябинск) — советский партийный и государственный деятель. Председатель Челябинского облисполкома (1973—1988).

## Биография
Трудовую деятельность начал в 1942 году фрезеровщиком на Челябинском заводе № 541. В 1943 году ушёл добровольцем на фронт. Воевал в Белоруссии, в Польше. Уже за Вислой, за Варшавой, в январе 1945 года в одном из боев был тяжело ранен в обе ноги. Демобилизовавшись, поступил на учёбу в Челябинский механико-машиностроительный институт, в 1948 году перешёл на вечернее отделение ЧИМЭСХ. Одновременно работал инженером в областном автотресте.
В 1950 году был избран первым секретарём Советского районного комитета ВЛКСМ Челябинска, в 1954 году — утверждён заведующим отделом Советского районного комитета КПСС. В этом же году по призыву ЦК КПСС уехал на целинные земли, работал главным инженером, а затем директором совхоза «Новый Урал» Варненского района Челябинской области. Осенью 1961 года был избран первым секретарём Варненского районного комитета КПСС, в 1963 году — секретарём Челябинского сельского областного комитета КПСС. После объединения областных партийных организаций, с 1964 по 1966 год — заведующий сельскохозяйственным отделом Челябинского областного комитета КПСС.
С ноября 1966 года — инструктор, а в 1968—1973 годах — заведующий сектором Сельскохозяйственного отдела ЦК КПСС.
С июля 1973 года — председатель исполкома Челябинского областного Совета народных депутатов. В этот период началось строительство метрополитена и виадука в сторону Ленинского района, была введена в эксплуатацию ТЭЦ-3.
С 1988 года на пенсии.
Делегат XXV, XXVI и XXVII съездов КПСС. Депутат Совета Союза Верховного Совета СССР 9-11 созывов от Челябинской области.
С 1991 года возглавлял Челябинской городской совет ветеранов войны, труда, вооружённых сил и правоохранительных органов. Был членом Общественной палаты Челябинской области.
Похоронен в Челябинске на Успенском кладбище.

## Семья
Двое детей — сын и дочь.

## Награды и звания
- Орден Октябрьской Революции (1985)
- два ордена «Знак Почёта» (1966, 1971)
- Орден Трудового Красного Знамени (1975)
- Орден Красной Звезды (1965)
- Орден Отечественной войны II степени (1985)
- Орден Почёта (1999)

Почётный гражданин Челябинской области (2004). Почётный гражданин Челябинска (1998).

## Сочинения
- К вопросу об эффективности деятельности советских государственных органов // Проблемы партийного и государственного строительства. М., 1984. Вып. 4;
- Шаги созидания: Челяб. обл. — 50 лет // ЧР. 1984. 17 янв.;
- О дальнейшем повышении роли Советов народных депутатов области в хозяйственном и культурном строительстве // О дальнейшем повышении роли Советов народных депутатов области в хозяйственном и культурном строительстве: Тез. докл. обл. науч.-практ. конф. … Ч., 1985;
- Каким быть руководителю // Флаг над Советом. М., 1986;
- Беседы в заповедном краю. Ч., 2000.